# Luz María Jerez
Luz María Jerez (San Miguel de Allende, 5 de julho de 1958) é uma atriz mexicana.

## Filmografia

### Cinema
- Castidad (2010)
- La curva del olvido (2004)
- La segunda noche (1999)
- Secuestro salvaje (1994)
- Imperio de los malditos (1992)
- Sólo con tu pareja (1991)
- La venganza de los punks (1991)
- La tentación (1991)
- Secuestro equivocado (1991)
- Cóndor blanco (1991)
- Ritmo, traición y muerte (1991)
- Orgía de terror (1990)
- Machos (1990)
- Hasta que la muerte nos separe (1989)
- Operación asesinato (1989)
- Flaco flaco, pero no para tu taco (1989)
- Entrada de la noche (1989)
- Un paso al más acá (1988)
- Relajo matrimonial (1988)
- Adorables criminales (1987)
- Los ojos del muerto (1987)
- Astucia (1986)
- El último disparo (1985)
- Noche de carnaval (1984)
- Buenas, y con ... movidas (1983)
- Aborto: canta a la vida (1983)
- Preparatoria (1983)
- Silencio asesino (1983)
- Los cuates de la Rosenda (1982)
- Muerte en el Río Grande (1982)
- El día que murió Pedro Infante (1982)

### Teatro
- Un amante a la medida (2009)
- Las arpías (2009)
- Monólogos de la vagina (2008)
- Electra (2006)
- Hombres (2005)
- Trampa de muerte (2004)
- Cinco mujeres.com (2003)
- La casa de Bernarda Alba (2002)
- Desencuentros (2000)
- El viaje superficial (1997)
- Juegos de sociedad (1994)
- El jardín de las delicias (1985)
- Mi amiga la gorda (1985)
- La loba (1984)
- Sálvese quien pueda (1984)
- No tengo no pago (1984)
- La Celestina (1982-1987)
- Juegos de alcoba (1981)
- El hereje (1981)

### Televisão
- El Conde: Amor y honor (2024)
- Mi amor sin tiempo (2024) .... Ana de Ibáñez
- Marea de pasiones (2024) .... Leonor Raygoza Vda. de Grajales
- El amor invencible (2023) .... Clara Pulido Vda. de Hernández
- Quererlo todo (2020 - 2021) .... Minerva Larraguibel Vda. de Montes
- Cita a ciegas (2019) .... Lorena Linares
- Por amar sin ley (2018) .... Pilar
- Mi marido tiene familia (2017) .... Belén Gómez
- La candidata (2016-2017) .... Noemí Ríos de Bárcenas
- Tres veces Ana (2016) .... Julieta de Escárcega
- Lo imperdonable (2015) .... Lucía Hidalgo
- Yo no creo en los hombres (2014-2015)  .... Alma de Bustamante
- Quiero amarte (2013-2014) .... Eloisa Montesinos
- Un refugio para el amor (2012) ....  Constanza "Conny" Fuentes Gil
- Ni contigo ni sin ti (2011) .... Irene Olmedo de Rivas
- Sueña Conmigo (2010)....Elena Molina
- Verano de amor (2009) .... Aura de Roca
- Hermanos y detectives (2009) .... Doutora
- Mujeres asesinas (2008) .... Clara Fernández
- La rosa de Guadalupe (2008) .... Teresa
- Querida enemiga (2008) .... Bárbara Amezcua de Armendariz
- Al diablo con los guapos (2007) .... Milena de Senderos
- Código postal (2006-2007) .... Irene Alonso de Rojas
- Bajo el mismo techo (2005) .... Carmen
- Clap... el lugar de tus sueños (2003-2004) .... Victoria
- Así son ellas (2002-2003) .... Rosa Corso de Calderón
- Por un beso (2000-2001) .... Fernanda Lavalle de Díaz de León
- Cuento de Navidad (1999-2000) .... Brisia
- Laberintos de pasión (1999-2000) .... Marissa Cervantes
- Tres mujeres (1999) .... Renata Gamboa
- Desencuentro (1997-1998) .... Sandra Lombardo
- La antorcha encendida (1996) .... Doña Catalina de Irigoyen
- El premio mayor (1995-1996) .... Cristina Molina
- El vuelo del águila (1994-1995) .... Doña Inés
- Dos mujeres, un camino (1993-1994) .... Alejandra Montegarza
- Triángulo (1992) .... Mariana Armendariz
- Al filo de la muerte (1991) .... Iris Salgado
- Yo compro esa mujer (1990) .... Úrsula
- Tal como somos (1987) .... Beatriz
- Hora marcada (1986)
- Lista negra (1986) .... Violeta
- El engaño (1986) .... Aminta Alvírez de Gunther / Mindy Gunther
- Tú o nadie (1985) .... Martha Samaniego
- Nosotras las mujeres (1981) .... Lucila

## Prêmios e indicações

### TVyNovelas
| Ano  | Categoria            | Telenovela | Resultado |
| ---- | -------------------- | ---------- | --------- |
| 1986 | Melhor atriz juvenil | Tú o nadie | Venceu    |